# 왕페이 (가수)
왕페이(중국어 정체자: 王菲, 광둥어: wong4 fei1 웡페이, 병음: Wáng Fēi, Faye Wong, 1969년 8월 8일 ~ )는 중화권에서 활동하는 가수, 배우다.
1996년 가수 더우웨이와 결혼하였으나 1999년 이혼하였다. 2005년 영화배우 리야펑과 재혼하였으나, 2013년 9월 이혼하였다. 왕페이는 더우웨이와 결혼하여 1997년 9월 14일생의 딸을 두었고, 리야펑과의 사이에서 낳은 2008년 5월 27일생의 딸이 존재한다.

## 생애

### 젊은 시절
그녀는 1987년에 출생지인 베이징에서 홍콩으로 이주했다. 1989년 데뷔 때 왕징원(왕정문, 王靖雯, 광둥어 발음: 웡칭만)이라는 중국어 예명과 Shirley Wong이라는 영문명을 사용했으나, 1992년 미국 유학후 처음 발표한 음반 Coming Home 커버에서 영문명을 자신의 중국어 이름의 발음과 같은 Faye로 바꾸었으며, 1994년부터는 중국어 이름도 가명을 버리고 본명인 왕페이(王菲)를 본격적으로 사용하기 시작했다. 현재 일반적으로 중국어권외 국가에서 Faye Wong으로 불린다. 왕페이는 중국어권에서 매우 높은 지명도를 가진 초대형 가수이며, 일본을 비롯한 아시아 여러 국가에에 어느 정도의 시장이 형성되어 있다. 그녀는 매우 많은 훌륭한 노래들을 불렀고 음악도 강렬한 자신만의 스타일이 있다. 많은 평론가들이 그녀를 90년대 중반 이후 중국어권 음악계에서 가장 뛰어난 여가수의 하나라고 여기며 '음악계의 천후'라 부른다. 그녀는 몇편의 영화와 드라마에도 출연한 배우이기도 하지만 본인 스스로는 가수일 뿐이라고 말한다.

### 날아오르다 (1989년 - 1991년)
왕페이의 조부는 왕자오민이고 베이징 대학 국문과를 나와 중화민국 입법원 위원을 지냈다. 그녀의 부친 왕요우린은 석탄기사로 일했고, 모친 시아꾸이잉은 탄광문화공단의 소프라노였다. 문화 혁명의 영향때문에 그녀는 15세이전에 모친의 성을 따라 '시아린'이 되었다. 15세 이후에야 부친의 성을 따라 '왕페이'라 불렀다. 오빠의 이름은 왕이이다. 그녀는 베이징의 동즈먼(동직문) 중학교를 졸업했고, 대입시험중 이미 샤먼대 생물학과에 들어갔으나 부친이 홍콩으로 이민을 결정했다. 중학교때 왕페이의 음악사업은 두각을 나타냈다. 덩리쥔(등려군)의 노래를 번안해 부른 몇장의 앨범을 냈는데, 《풍종나리래》、《미인소저》、《등려군고향정》등이 있다. 홍콩에 온후 그녀는 모델일을 시작했다. 뒤이어 친구의 추천으로 홍콩 음악 교육가 따이쓰총 문하로 들어가 대중가요 창법을 배웠다.
1989년 아태금(?)유행곡 창작대회에 참가해 《잉시구구자》로 동상을 수상했다. 후에 공연에서 픽업되어 Cinepoly에 가입하고 당시의 홍콩 분위기에 부합하기 위해서 예명을 왕정문으로 지었다. 1989년 자신을 홍콩식으로 포장한 첫 번째 앨범 '왕징원'을 발매했다. 막 나온 왕정문의 음악은 평범하고 앨범은 전통적인 광둥어곡 분위기를 표현하고 있다.《잉시구구자》역시 여기에 수록되었다.
1990년 발매한 다른 2장의 앨범 《Everything》,《You're the Only One》이후 그녀는 비록 일정한 지명도가 있었지만 인기가 여전히 크게 오르는 기미가 없어서 바로 미국에 가서 계속 유학을 하려했다. 그때 그녀의 음악은 여전히 일관적으로 광둥어곡 분위기를 표현하고 있었지만 이미 어느정도의 서양화 경향이 있었고 많은 동서양의 R&B 곡들을 번안해 불렀다. 《You're the Only One》중 일본의 가수 EPO의 노래를 번안한 3곡, 3곡의 서양여가수의 노래가 있는데 다이애나 로스와 캐린 화이트 등이다.

### 지위를 다지다(1991년 - 1994년)
홍콩으로 돌아오다.
미국에서 돌아온 후 그녀는 영문명을 Shirley Wong에서 Faye Wong으로 바꾸고 중문 예명은 여전히 왕징원이었다. 1992년 네 번째 앨범 《Coming Home》을 냈고, 일본가수 나카시마 미유키의《용역수상적여인》(원제《ルージュ》) 가 홍콩 전역에서 인기를 얻었다. 빠르게 자신의 위치를 다졌고, 이 곡은 그녀의 대표곡 중 하나가 되었다. 이때 왕정문의 음악은 여전히 홍콩식의 상업적인 유행음악 위주였으나, 그녀는 R&B와 몽환적인 창법(?)상의 기교가 나날이 수련되어 갔다. 영어로 부른 《Kisses in the Wind》 역시 그녀 자신이 매우 좋아하는 노래이다. 음반은 여전히 당시 홍콩 음악계의 번안해 부르는 습관을 따르고 있는데 몇곡의 동서양 노래들을 편곡해 불렀다. 이 앨범을 기반으로 해서 왕정문은 홍콩에서 상위급 여가수의 행렬에 들어가게 되었다. 앨범 표지에서 그녀는 귀향을 깊이 생각하는 소녀인데 안쪽 페이지의 스타일은 고향 베이징에서 유행하는 것이었다.
1993년, 그녀는 또 《집미불회》라는 광둥어 음반을 냈다. 《집미불회》는 그녀가 작사했고, 광둥어와 표준어 두가지 버전으로 나뉘어 있으며, 그때 이후 많은 팬들이 이 4개의 글자가 그녀 성격을 진실로 묘사했다고 여기게 되었다. 또한 대부분의 그녀의 콘서트에서 그녀는 이 노래를 엔딩곡으로 불렀다. 이 앨범의 곡 분위기는 전의 앨범고 큰 차이가 없고, 여전히 R&B류의 해외곡을 번안해 부르고 있다. 또한 여전히 몽환적인(?) 스타일로 노래를 부르는 경향이 있다. 앨범은 그녀의 먼젓번 스타일을 이어가는데 그것은 화장이 비교적 진해지고 가죽옷과 치마를 입고 검정 스타킹을 신는 것 등이다.
같은 해 그녀는 또 광둥어 음반 《십만개위십마》를 냈다. 음반중 그녀는 가사에 자신의 생활에 대한 태도를 더 많이 나타내기 시작했다. 또한 점점 앨범의 제작과정에도 참여하게 된다. 《유비비》이 곡은 멜로디와 가사에서 그녀가 속박에서 벗어나려는 마음을 볼 수 있다. 이외에 특히 언급할 만한 것은 그녀가 미국 피아니스트겸 가수 Tori Amos의 《Silent All These Years》를 《냉전》으로 번안해 부른 것이다. 이 앨범에 총 11곡이 수록되어 있고,이중 6곡이 번안곡으로 나카시마 미유키의 약니진애아》와 경찰락대(Police)의《Do Do Da Da》 등이 있다. 이 외에 영어로 된곡을 불렀는데《Do We Really Care》이다. 그녀는 앨범의 창작, 스타일, 표지 개념 등 갖가지 제작과정에 참여했다. 특히《동심》은 그녀가 처음으로 작사, 작곡한 곡이다. 이 앨범에서는 '자아'라는 전체적인 분위기가 두드러진다. 상대적으로 먼저 두장의 앨범에 대해 말하자면 가볍고 경쾌하다. 그녀의 스타일은 이때부터 화려하고 아름다워지기 시작한다. 이 앨범부터 왕정문은 홍콩 음악계에서 다른 음악을 실험해 보기 시작한다.

### 표준중국어시장
1994년, 그녀는 왕정문이라는 예명으로 타이완에서 표준중국어시장을 개척하기 시작하는데 앨범에는 《미》와《천공》이 있다. 《미》의 음악은 여전히 전통적인 정서를 표현하는데, 타이틀곡인 《아원의》는 관현악과 현악 두가지 버전이 있고, 매우 인기가 있었다. 10여년간 계속 그녀 팬들의 마음속에 최고의 곡으로 꼽히며, 치친 등 중국어권 가수가 번안해 불렀다. 처음 표준중국어시장을 개척하는 것이기 때문에 이 두장의 앨범에서 그녀의 곡 분위기는 더욱 다른면을 펼쳐보일 수 없었으며 ，《지원위니수저약》 등 모두 사랑 노래들이다. 음반에는 원래 홍콩에서 발매한 《집미불회》와《냉전》의 국어곡 두곡과 홍콩영화《천룡팔부》의 주제곡 《지유아자기》가 수록되어 있다. 표지와 속지중에 그녀가 짧은 머리에 참신하고 소박한 모습을 보이는데 이는 그녀의 음악인생에서 흔치않은 모습이다.
《천공》의 음색은 밝고 그녀가 가장 온화한 감성을 표현한 앨범이며, 그녀의 골수팬들이 가장 좋아하는 앨범이다. 두장 모두 음악가 양명황이 감독했는데, 그는 얼마후에 교통사고로 사망했다. 많은 사람들이 그가 죽지않았다면 왕페이의 발전길과 현재가 현저한 차이가 있을거라고 믿고있다. 앨범의 전체적인 분위기는 통일되어 있는데, 《천공》(보통 버전과 언플러그드 버전) 은 그녀의 대표곡이다. 똑같이 팬들에게 사랑받은 곡은 다른 사랑노래인 《기자》이다.(주화건이 이 노래의 다른 버전을 불렀다.) 무반주로 시작되는《긍지》와 음을 끌며 부르는《천사》역시 그녀의 감성을 표현하는 종류의 곡들중 대표작이다. 그녀와 더우웨이(두유)가 함께 작업한 《서언》역시 이 앨범에 수록되어 있다. 그녀 본인이 책임진 이 앨범의 스타일 ,코걸이,귀걸이,헤어 스타일 등 모두 유럽과 아메리카의 히피 색채가 농후하다.

### 곡스타일의 변화
1994년, 타이완에서는 여전히 '왕정문'이라는 예명을 사용했지만, 홍콩에서는 중문명을 본명인 '왕페이'로 바꾸고, 두장의 국어음반과 맞물린 두장의 광둥어 음반을 냈는데, 《호사란상》과《토호자기》이다. 《호사란상》은 왕페이의 음악사업의 전환점으로, 그녀는 홍콩 대중가요 패턴을 버리고, 대담하게 영국음악적인 요소가 녹아들어있는 음악을 한다. 음반 표지도 다른 스타일이고, 불완전한 한자가 가득하다. 그녀는 음반중에 영국 그룹 콕토 트윈스의 노래를 번안해 불렀는데, 다량의 음악 강세 효과를 사용했을 뿐 아니라 당시 홍콩 음악계 스타일과는 현저히 달랐다. 유럽과 아메리카에서조차도 콕토 트윈스의 음악은 비주류 음악이다. 그녀는 아일랜드 그룹 크랜베리스의 대표곡《Dreams》를 번안해 불렀는데, (번안명은 《몽중인》이다) 영화 '중경삼림'의 주제곡중 하나로, 보컬 돌로레스 오리오던의 매우 유명한 끌며부르는 창법을 모방했다. (이 창법은 이후 그녀 자신만의 개성이 되었다.) 예를 들면 같은 음반중의《서언》과 이후 EMI 시기의 《최면》 등이 있다. 많은 평론가들이 이때부터 그녀가 다른 사람의 스타일을 베낀다고 비판하기 시작한다. 《서언》은 그녀와 그녀의 미래의 남편 -베이징 가수 더우웨이(두유) 가 함께 작업했는데, 왕페이가 가사를 쓰고 둘이 함께 곡을 만들었다. 같은 앨범내에 그녀는 전통적인 정서를 표현한 노래도 불렀는데, 타이완 음악가 장우(장우)가 만든 《천여지》와《유희적종점》이다.
《토호자기》는 그녀가 낸 1994년의 마지막 앨범인데, 현실도피의 태도가 음반의 주요한 정서이다.《호사란상》에 비해 영국 신기원모음악의(?) 주요 스타일이 더욱 진일보했으며, 그녀는 이번에 자신의 구속받기 싫어하는 개성을 전면적으로 구현했다. 《출로》는 느린곡조로 말하듯이 노래를 부르는 식으로 진행되는데, 끝부분에 끌며부르는 창법을 쓰고 있고, 가사는 왕페이의 생활, 사랑, 인생에 대한 태도를 서술하고 있다. 그녀가 불교를 믿기 때문에, '출세' (불교에서 출가하다,속세를 떠나다 등의 뜻을 가졌다) 같은 인생태도 역시 이번 앨범의 기조로 공고히 했다. 베이징의 음악인 장야둥(장아동, 장아동)과 처음으로 함께 작업을 하는데, 《표》라는 소리가 연하고 길게 끌리는 곡을 만들었다. 이후 그와 왕페이의 합작이 빈번히 이루어지는데 이는 그녀의 음악사업의 또 다른 전환점이 되었다. 정서를 표현하는 곡 역시 수록되어 있는데 《애여통적변연》(《유다소애가이중래》의 광둥어곡)과《평범최랑만》(《최랑만적사》광둥어곡) 등이 있다. 번안곡 역시 여전히 수록되어 있는데 The Sundays의 《위비작알》(온갖 나쁜짓을 저지르다)가 있다. 앨범 표지의 가장 첫 번째 버전은 분홍색 바탕에 오직 중간에 '토호자기'라는 4개의 글자만 있는 것이다. 이 음반중 그녀의 헤어 스타일은 《천공》때의 모양을 따르고 있고, 옷은 자유롭게 입고 있다.

### 최정채적연창회
왕페이는 1994년 말에 홍콩 홍캄 체육관에서 첫 번째 대형 콘서트를 열었는데, 연이어 18회를 공연했다. 신인 콘서트로는 최다 횟수를 기록하고 의상은 가장 조금 갈아입은 기록을 세웠다.(4벌) 특이한 의상 스타일과 사지를 나른하게 움직이는 몸짓은 그녀와 다른 홍콩가수의 구별점이다. 이 콘서트와 94년에 발매한 4장의 국어, 광둥어 새앨범과 왕가위의 유명한 영화 '중경삼림'에 출연한 것으로 그녀는 중국어권 음악계에서 천후 지위를 확고하게 차지하게 됐다.

### 다른 종류의 음악 (1995년 - 1997년)
홍콩과 타이완을 막론하고 왕페이의 다른 종류의 길은 갈수록 예리해져간다.그녀는 1995년 광둥어 앨범 《Di-Dar》을 냈는데, 음악과 스타일, 뮤직 비디오에서 일종의 퇴폐적이고 의기소침한 분위기를 표현하고 있다. 음반에 총 10곡이 들어있는데, 곡제목이 모두 두 글자의 한자 혹은 음절로 되어있다. (예를 들어 《Di-Dar》) 표준어곡 《유성》외에 9곡의 광둥어곡은 모두 홍콩의 유명한 작사가인 린시(임석)가 작사했다. 왕페이는 《Di-Dar》과《가기》작곡했다. 《Di-Dar》또 혀를 말아서 음을 끌며 부르는 기법을 활용하는데 멜로디가 매우 기이하다. C.Y.Kong 작곡의 《무제》와《미로》는 중동 분위기가 농후하다. 멜로풍 곡으로 《향수》、《일반》 등이 있으나 모두 매우 천천히 주목받은 곡들이다. 《애매》는 타이완 여가수 황잉잉의《정설》를 번안해 부른 것인데, 이 앨범 중 지명도가 가장 높은 수상곡이다. 왕페이의 다른 스타일은 이미 《토호자기》중의 현실 도피가 전화되어, 퇴폐와 기이를 겸하게 되었고 매우 진한 이국적인 정서가 배어있다. 뮤직 비디오중 그녀는 어지러운 방안에서 아무것도 하지 않고 있으며, 장면은 멈추지 않고 흔들리는데, 이는 자기 자신조차도 도울 수 없고, 억압되고, 조급하고 답답한 마음 상태를 나타낸다. 그러나 음반의 속지와 표지속에서 그녀의 헤어 스타일과 의상을 나비 배경으로 매치하여 매우 화려하다. 이 앨범은 왕페이가 현재까지 마지막으로 낸 광둥어 음반이기도 하다.
1996년에 발매한 표준어 앨범 《부조》는 그녀의 다른 음악의 정상이라 할 수 있다. 왕페이 본인이 가장 좋아하는《부조》앨범은 판매량이 매우 낮았으나, 그녀의 음악 예술상 찾은 최대의 성공으로 스타일이 가장 통일된 음반이다. 그녀는 여기서 북경 음악인과 콕토 트윈스와 합작하는데, 콕토 트윈스는 1994년 왕페이에 의해 노래가 번안되어 불린 뒤로 서로 음악상의 교류를 시작한다. 콕토 트윈스는 자신의 음반중 왕페이와 《Serpent Skirt》를 함께 불렀고, 이때 특별히 그녀를 위해 “소흥”과 “분렬”이라는 곡을 만들어 주었다. 이외에 8곡은 모두 왕페이가 작곡했으며, 가사의 경우 린시가 1곡(분렬), 황위문이 1곡(소흥) 작사한 것 외의 곡들은 왕페이가 직접 작사했거나 뜻을 알 수 없는 주술 같은 흥얼거림으로 불렀다. 이 앨범에는 몇가지 특징이 있는데 첫 번째는 상업적인 멜로곡이 없다는 것이고, 두 번째는 그녀가 여러곡에서 다른 사람들이 알아들을 수 없는 일종의 언어를 만들어서 잠꼬대와 같이 흥얼거리듯 노래하는 것이다. 세 번째는 3곡이 대부분 순음악으로 되어 있다는 것이다. 앨범의 전체적인 분위기는 제목이 설명하는 것과 같이 가을 하늘처럼 높고 공기가 맑은 하늘아래 여전히 경솔하고 , 무상하고 , 어쩔 줄을 모름을 금치 못하고 있다.(?) 음반의 스타일이 중국어권 음악계의 전통에서 벗어나 있어서 판매량은 매우 부진했다. 팬들의 의견도 여러 가지였으나, 일부 열성팬들은 이 앨범을 매우 추앙한다. 이후 상업적인 부분 때문에 그녀는 이런 종류의 음반을 내지 않는다. 2000년의 《우언》역시 단지 반절만 그렇게 만들었을 뿐이다. 《부조》의 발매로 그녀는 1996년 10월 14일에 공리에 이어 두 번째로 타임지의 표지 모델을 한 중국 연예인이자 첫 번째 중국 가수가 되었다. 이후 두 번째 표지모델이 된 중국가수는 코코리다.
왕페이는 1996년 Cinepoly에서 10곡의 광둥어 곡을 녹음했는데, 임신과 결혼으로 인해 음반 선전을 못하게 되었고, 계약도 만료되었다. 어차피 이 광둥어 앨범은 이미 내기로 했던 것이기 때문에 Cinepoly는 오히려 1997년 이후부터 두장의 EP 앨범과 두장의 베스트 앨범을 계획하고 왕페이의 새 소속사인 EMI의 새 앨범에 대항하는 데 이용했다. 1997년 Cinepoly에서 두장의 EP 앨범인 《완구》와《자편》을 발매했다. 《완구》에 수록된 5곡의 광둥어곡은 멜로풍의《약정》외에 전부 비교적 특이하고 기이한 다른 종류의 곡이다. 왕페이의 목소리는 큰 변화가 없고, 음악과 가사가 퇴폐적이고 무거운 《Di-Dar》과 비교해서 많이 유연하고 부드럽다. 이 EP에서 팬들의 사랑을 가장 많이 받은 곡은《약정》과《암용》뿐이다. 이후에 타이완 여가수 주혜가 《약정》을 표준어로 번안해 부른 이후 이 곡은 그녀의 유명곡중 하나가 되었다. EP의 표지는 왕페이가 임신중에 찍은 사진인데, 속지에는 가사가 빠져있고 그녀의 기타 어떤 선전 사진도 없다.
《자편》에는 3곡의 광둥어곡 및 이전의 댄스곡이 섞여있다. 《수시》는 비록 EP중에 들어 있지만, 오히려《약정》과 같이 왕페이의 훌륭한 광둥어 멜로곡이다. 《수호천사》는 홍콩 그룹 Beyond의 황가강이 만들고 편곡한 곡이다. 《자편》은 매우 다른 종류의 음반이다. EP의 표지는 왕페이의 이전 사진이고, 속지에도 기타 다른 선전 사진이 없다. 다른 두곡의 광둥어 신곡은 Cinepoly가 발매한 두장의 베스트 앨범에 각각 수록되어 있는데, 《비매품》의《불득료》와《Faye Best》의《심경담전》이다. 두곡다 스타일이 다른 종류로 치우쳐 있어서 더욱 크게 이목을 끌지 못했다.

### 덩리쥔을 기념하다.
1995년 덩리쥔(등려군)이 사망하고, 왕페이는 중학교 시절부터 그녀의 노래를 부르는걸 좋아했기 때문에, 같은 해 매우 고전적인 번안 앨범 《비미미지음》을 냈다. 앨범의 제목은 중국 대륙의 일부 사람들이 원래 덩리쥔의 노래를 별의미없는 음악이라고 비난한 것을 풍자한 것이다. 13곡 모두 덩리쥔이 폭넓게 사랑받은 곡으로 왕페이는 자신만의 스타일로 다시 불렀다. 덩리쥔의 음색은 왕페이에 비해 따뜻하고 부드러운 느낌일 것이다. 왕페이의 목소리는 더 맑고 깨끗하며 아득하다. 《단원인장구》는 원래 '쑤스'(소식(소식, Sushi. 호는 소동파 소동파)의 유명한 시 《수조가두·명월기시유》를 노래로 만든것인데,이 노래 역시 왕페이의 훌륭한 곡중 하나이다.

### 더우웨이
왕페이의 사생활은 매체의 초점이 되었다. 그녀는 당시 홍콩에서 이미 천후급의 인물이었기 때문이다. 그러나 1996년 임신한후 바로 홍콩의 생활을 버리고, 6월 베이징으로 돌아와 유명한 록가수 더우웨이(두유)와 결혼한다. 그녀가 어느 이른 아침 졸리운 눈에 흐트러진 옷차림으로 홍콩 매체에 찍힌 사진이 전 음악계를 뒤흔들었다. 사랑하는 사람과의 생활을 위해서 모든 것을 버릴 수 있는 모습은 사람들에게 왕페이의 또다른 특색으로 비쳤다. 린시는 이전에 그가 왕페이를 위해 써준 《이쾌락(소이아쾌락)》이라는 가사는 이 사진에서 영감을 얻은 것이라 했다. 더우웨이는 왕페이의 음악사업상 확실히 중요한 역할을 했다. 왕페이의 또 다른 길은 베이징 음악계와 빈번한 접촉에서 연유된 것이다. 두사람은 아주 오래전부터 합작을 시작했는데, 초기의 《집미불회》와《서언》이다. 더우웨이의 협조가 있어서 왕페이가 음악상 과감하게 여러 가지 요소를 더할 수 있었으며, 이는 편곡과 가사 방면에서 놀랍고도 아름다운 효과를 가져왔다. 왕페이의 중국 대륙, 홍콩, 타이완 콘서트에서 더우웨이는 줄곧 드럼을 맡았다. 그들은 딸 하나를 두었는데 이름은 더우징퉁(두정동)이고, 이름은 더우웨이와 왕정문의 자녀라는 뜻으로 1997년 1월 3일에 태어났다. 이후 더우징퉁은 1999년의 《지애맥생인》중에서 「Come on, baby」라는 한마디를 올렸다.
두사람은 1999년에 이혼으로 중국어권 연예계에 또 한번 커다란 화제를 일으키며, 더우징퉁의 양육권은 왕페이가 갖게 되었다. 가장 처음으로 홍콩 매체가 더우웨이와 그의 애인 고원이 함께 있는 모습을 포착했기 때문이다. 게다가 더우웨이는 그 자리에서 기자에게 고원이 자신의 애인이라고 밝혔다. 그래서 당시 중국어권 매체와 연예계에서는 이구동성으로 더우웨이의 불륜을 비난했다. 그러나 사건후 거센 비난에 시달린 더우웨이는 모두가 음모라고 주장했다. 그러나 왕페이는 처음부터 끝까지 어떤 의견도 표명하지 않았고, 더우웨이도 더 이상 구체적인 상황을 드러내지 않았다. 그래서 들리는 것은 모두 매체의 견해일 뿐이고, 진실된 상황은 도대체 어떤 것인지 공정한 정론은 있을 수 없다.

### EMI시기 (1997-2001)
1997년 왕페이는 더우징퉁을 낳은 이후, EMI와 6000만 홍콩 달러에 55곡을 내는 조건으로 계약한다. 그녀의 요구는 광둥어 앨범을 내지 않는다는 것이었으나, 후에 4장의 EMI 발매 앨범 중에 홍콩 시장을 염두에 둔 몇 곡의 광둥어 곡을 수록한다. EMI에서 첫 번째로 발매한 《왕비》(1997)는 전년의 국어 앨범인《부조》가 매우 다른 스타일의 음악이었기 때문에 충분히 상업적인 새 앨범은 음악 평론가들로 하여금 평가 절하되었다. 앨범의 전체적인 분위기는 나른하고 느슨한 느낌으로 순리대로 자연스럽게 흘러가는 태도를 나타내고 있다. 왕페이의 음색은 대부분 화려한 기교와 끌며 부르는 기법을 배제하고, 대부분 곡은 마치 별로 주의를 기울이지 않고 부르는 듯하다. 린시가 여전히 대부분의 작사를 맡고, 장야둥 역시 왕페이의 음악 작업에 참여하고 있는데, 이 앨범에서 그는 《이쾌락(소이아쾌락)》,《민》,《회념》3곡을 맡았다. 《이쾌락(소이아쾌락)》의 곡 분위기는 비교적 특별하고 전통적인 멜로곡의 형식을 띄지 않는다. 그러나 빠르게 인기를 끌기 시작했고, 곡 제목은 유행어가 되었다. 《민》은 밴드화 된 곡이고(?), 《회념》은 콕토 트윈스의 《Rilkean Heart》를 번안한 곡으로 언플러그드 음악이다. 음반 중 비주류적인 《오락장》역시 콕토 트윈스가 왕페이를 위해 만든 곡으로 런던에서 녹음했다. 《인간》、《아야불상저양》,《박화》모두 멜로풍의 곡들이다. 《인간》은 일본가수 나카시마 미유키의《청류》를 번안한 곡으로, 이 앨범에서 가장 지명도가 높은 곡이다. 《아야불상저양》은 멜로디는 아름답지만 뮤직 비디오는 오히려 베이징의 별로 깨끗하지 않은 공공 화장실에서 촬영했다. 왕페이가 만들어낸 모습과 자연스럽고 나른한 음악풍은 현저한 차이가 있다. 연두색 배경에 검은색 가죽의상, 눈가는 까맣게 , 눈언저리는 붉은 섀도우를 칠한 모습은 그녀가 원래 다른 종류로 만들어낸 분위기가 이어진것이다.(?) 《이쾌락(소이아쾌락)》의 뮤직 비디오중 그녀는 매우 진하게 눈을 팬더곰 눈 같이 화장하고, 《민》의 뮤직 비디오 에서는 나비 머리 장식을 사용한 것으로 보아 예전으로 돌아간 것 같이 보이기도 한다. 당시 아시아의 금융위기와 광둥어곡을 수록하지 않은 것 때문에 이 앨범은 홍콩에서의 판매량이 저조했다. 그러나 타이완에서는 50만 이상이라는 좋은 성적을 냈다. 홍콩, 타이, 일본의 초판은 모두 3D표지로 되어있다.
Cinepoly에서 97년에 낸 베스트 앨범 《비매품》은 왕페이의 기존에 사랑받은 표준어와 광둥어곡을 수록하고 있는데, 심지어 판매량이 그녀가 EMI에서 발매한 새 앨범보다 높았다. Cinepoly는 왕페이의 이전 모든곡의 판권을 가지고 있기 때문에, 매년 그녀가 새 앨범을 낼 때마다 그에 상응한다는 명목으로 많은 베스트 앨범을 발매했다. 이런 태도는 팬들의 광범위한 비난을 받았다.
[1998년]] 봄, 중국대륙 중앙 방송국의 송년회에서 왕페이와 절친한 친구 나영이 《상약1998》을 불렀다. 이 곡은 바로 대륙에서 인기를 얻었다. 가을에 그녀는 전 중국어권에서 잘팔린 표준어 앨범《창유》를 발매했다. 전체적인 분위기는 전 앨범《왕비》에 비해 매우 활기차고, 일종의 노래를 부르며 즐기고, 구속과 속박을 받지 않는 태도를 구현하고 있다. 왕페이의 목소리는 이전 앨범의 나른함을 배제하고, 미성, 전동음, 끌며 부르기, 가성, 기를 통해 부르는 음 등의 기교를 상당히 많이 활용하고 있다. 2년 만에 그녀는 다시 곡을 썼는데, 아래의 4곡이다.
첫 번째 트랙인 《감정생활》는 소박하며 중후한 느낌(?)의 곡이다. 《검》에서 그녀는 미성과 자신만의 독특한 음성을 번갈아가며 진행하는데, 두가지 성격이 교차하며 올라가다 최고조에서 소리가 뚝 멈춘다. 《소총명》은 그녀의 나른한 끌며 부르기 기법을 펼치고 있다. 《동》은 그녀와 남편 더우웨이(두유)가 처음으로 딸 더우징퉁을 위해 만든곡이다. (먼저 앨범의 《이쾌락(소이아쾌락)나《인간》도 그녀가 딸에게 불러준 노래라고 하는 이도 있다.)
《반도이폐》, 《비》, 《성불래》《이》모두 민요 종류의 곡들이다. 멜로곡인《홍두》(광둥어 버전은《상환》)는 광범위하게 불렸으며, 지금까지도 KTV에서 신청률이 매우 높은 곡이다. 《색계》(광둥어 버전은《정계》)는 비교적 특이한 곡인데, 왕페이는 무거운 음악을 매치하고 다량의 전동음 등의 기교를 활용했다. 《창유》는 중국어권 대중 음악계에서 처음으로 HDCD 기술을 사용한 음반이다. 표지와 뮤직 비디오 중의 화장 스타일은 연예계에 간간이 모방 분위기를 야기했다. 앨범 속지에서 그녀는 보기 드물게 활발하고 귀여운 일면을 보이고 있다.
같은 해 크리스마스 기간에 그녀는 홍콩의 홍캄 체육관에서 다시 《창유대세계》라는 17회 콘서트를 연다. 이것은 그녀와 더우웨이(두유)의 마지막 콘서트상 합작이 되었다. 연말부터 1999년 초까지 그녀는 광저우, 베이징, 상하이, 친 현 등지를 순회 공연했는데, 이것은 그녀가 처음으로 내륙지방에서 연 콘서트이다.
1999년 이혼 후, 그녀는 새앨범 《지애맥생인》을 발매했다. 많은 음악 평론가들이 이 앨범의 전체적인 분위기가 《창유》에 비해 상대적으로 보수적이고 새로운 시도가 비교적 부족하다고 했다. 그러나 첫 번째 트랙인《개도도미》는 새로운 시도중 하나이다. 음악에서 그녀는 처음으로 거친음을 활용하는데, (그녀 본인은 이후 자신의 평범하고 맑은 목소리를 싫어하며 흡연이 목을 좀 쉬게 해주길 바란다고 말했다.) 컴퓨터로 처리한 목소리와 록음악의 배합이 조화를 이루며, 가린시의 가사가 더해져 일종의 두려운 사랑의 절망감을 구현하고 있다. 《백년고적》(광둥어 버전은《수망맥전》)역시 강한 리듬의 대중적인 록음악에 속하며, 이후 왕페이의 매 앨범에는 최소한 한 곡씩은 이런 종류의 음악이 수록된다. 《지애맥생인》은 원래 장야둥의 이전 작품인데, 왕페이의 버전은 비교적 복고적인 느낌이 있고 곡분위기는 가볍다. 노래속에 딸 더우징퉁의 “Come on, baby.”라는 한마디가 들어 있다.
《최면》은 왕페이의 혀를 말아 끌며 부르는 기법의 대표작이다. 《그 때 그 달빛》(당시적월량), 《나비》(호접, 광둥어 버전은《우차》)는 멜로 정서를 표현한 곡이지만, 먼저 두장 앨범의 《홍두》와《인간》만큼 유행하지는 않았다. 《필일성지후》역시 장야둥의 작품으로 흐릿하고 몽환적인 분위기를 풍기고 있다. 왕페이가 예전에 자신이 만든 테크노풍의 《정채》를 펩시콜라의 광고음악으로 썼으며, 앨범에도 수록했다.
2000년에 왕페이는 《우언》을 내는데, 예술 영역에서 또 실험적인 시도를 한다. 앨범은 두 부분으로 나뉘어 있는데, 앞의 5곡은 혼연일체적으로 복잡하고 웅대한 편곡과 장중한 배경음악으로 하나의 완전한 개념을 표현하고 있다. 뒤의 5곡은 상업적인 곡들로 이는 앨범에서 팬들은 두 부류로 나뉘게 되는 것을 야기한다. 앞의 5곡은 왕페이가 작곡하고, 린시 작사했으며, 장야둥이 제작했다.
《한무기》는 현악으로 시작되며, 장중한 분위기가 영화음악과 같다. 《신방객》는 명쾌하고 일렉트로닉한 분위기이며 왕페이, 장국영 등이 주연한 영화 "오키나와 랑데부"의 주제곡 중 하나다. 《향내아》은 경쾌한 리듬속을 현악이 관통하고 있다. 《아수라》는 음울하고 탄식하는듯 부르는 노래가 흙먼지로 뿌연 하늘같은 분위기를 조성하고 있다. 마지막곡《피안화》는 불교의 윤회를 이용해 세상사의 무상함을 말하고 있다. 5곡은 하나의 총체로 융합되어 있다. 린시는 5곡의 가사를 다 맡고 있는데 신화, 전설, 문학, 영화, 종교를 한데모아 장야둥의 편곡과 배합했다.
뒤의 5곡은 (광둥어곡 2곡을 포함해서) 평범하다. 《재견형화충》은 먼젓번 앨범의《백년고적》의 연장선에 있는 곡이며, 《소망서》는 수상 경력이 있는 사랑 노래이다. 《부조》의 판매량이 저조했기 때문에 이렇게 작업한 것은 상업적인 부분을 고려했기 때문일 것이다. 어떤 음악 평론가는 왕페이가 곡들을 나누어서 2장의 EP로 발매했어야 했다고 하고, 어떤이는 만약 그녀의 10곡이 모두 앞의 5곡과 같은 스타일이었다면 이 앨범은 대중음악의 경전중 하나가 되었을 거라고 한탄했다.
2001년의 상반기에 그녀는 일본에서 활동했는데, 후지 TV에서 《우소코이》(ウソコイ)라는 드라마를 찍고, 주제곡《Separate Ways》를 불렀다. 이 드라마의 시청률은 평범했으나 왕페이의 일본에서의 인기에는 영향을 미치지 못했다. 《Separate Ways》는 일본 오리콘 싱글차트에서 20위 안에 들었다.
같은 해 그녀는 EMI 에서의 마지막 앨범 《왕비》를 냈는데, EMI 에서의 첫 번째와 마지막 앨범명이 모두 《왕비》이다. 판매량은 높았고, 일본내에서의 가장 높은 성적은 오리콘 앨범판매량 차트에서 14위를 한 것이다. 그녀는 10월과 11월에 오사카와 도쿄 무도관에서 콘서트를 열었다. 이 앨범에서는 새로운 사람들과 곡작업을 하였으며, 왕페이는 처음으로 재즈음악 (《야회》)과 왈츠곡(《유랑적홍무혜》)를 수록했다. 그리고 타이완 음악인 우바이가 만든《단행도》를 불렀고,《타착료》는 싱가폴 여가수 채건아의 곡을 번안해 부른 것이다. 11곡의 표준어곡 이외에 5곡의 광둥어곡이 있는데 이 중에는 당시의 남자친구 셰팅펑(사정봉)이 만든《미혼기》가 포함되어 있다. 이 앨범에는 각기 다른 개성을 가진 사람들과 작업했기 때문에 앨범의 전체적인 곡풍과 왕페이 본래의 음악 스타일이 차이가 있다.
2001년 11월 왕페이는 불교음반 《Loving Kindness & Wisdom》의 제작에 참여했는데, 이는 그녀의 불교 스승 Lama Zopa Rinpoche가 세계에서 가장 큰 미륵 불상을 만들기 위한 자선 모금 계획이다. 2장으로 구성됐는데 1장은 Lama Zopa Rinpoche가 경문을 암송하는 것이고, 다른 한장은 Lama Zopa Rinpoche가 경문을 암송하고 여기에 왕페이의 노래가 배경으로 깔려있다. 그리고 왕페이가 부른 《미륵불주》가 포함되어 있다. 이 앨범은 중국 대륙에 정식으로 들어오지 못했다.
연말에 왕페이는 양조위, 조미, 장진과 《천하무쌍》의 주연을 맡았다. 왕페이는 이 영화로 제9회 홍콩 영화 평론학회 여우주연상을 수상했고, 제22회 홍콩 금상장 여우주연상에 지명됐다. 그외에 왕페이는《천하무쌍》의 OST 앨범도 녹음했는데, 황매조(중국 전통 가락)를 대중가요에 주입했다.

## 기네스 세계 기록
2000년 3월 왕페이는 기네스북에 앨범 판매량이 가장 높은 홍콩 여가수로 올랐는데, 2000년 3월까지 20장의 앨범이 970만 장에 달한다.

## 출연 작품
- 신패왕화: 예스마담 (2018년)